# Charles Burnell
Charles Desborough Burnell (Beckenham, 13 de enero de 1876-Blewbury, 3 de octubre de 1969) fue un deportista británico que compitió en remo. Fue padre del también remero Dickie Burnell.
Participó en los Juegos Olímpicos de Londres 1908, obteniendo una medalla de oro en la prueba de ocho con timonel.

## Palmarés internacional
| Juegos Olímpicos | Juegos Olímpicos      | Juegos Olímpicos | Juegos Olímpicos |
| Año              | Lugar                 | Medalla          | Prueba           |
| ---------------- | --------------------- | ---------------- | ---------------- |
| 1908             | Londres (Reino Unido) | Medalla de oro   | Ocho con timonel |